# トルガ・ゼンギン
トルガ・ゼンギン(Tolga Zengin，1983年10月10日 - )は、トルコ・ホパ出身の元サッカー選手。元トルコ代表。現役時代のポジションはGK。

## 経歴
2006-2007シーズンにA代表に初召集され、2006年8月のルクセンブルク代表との親善試合でメンバー登録された。
2013年には国内リーグを13回制覇しているベシクタシュJKに移籍した。
2017年12月7日のチャンピオンズリーググループステージ最終節RBライプツィヒ戦では好セーブを見せ、チームのグループ首位通過に貢献した。